# Uldus Bakhtiozina
Uldus Vildanovna Bakhtiozina (São Petersburgo, 22 de julho de 1986) é uma artista, diretora de cinema e fotógrafa russa.

## Carreira
Apesar do nível de tecnologia moderna, ela prefere uma câmera analógica em vez da digital para captar a natureza de um objeto, mostrar suas bordas mais profundas e a alma por trás dele. Para isso utiliza câmera de médio formato 6x7 e filme 120 Kodak e antiga câmera Leica R3 de filme 35 mm .
Em 2014, Uldus se tornou a primeira oradora russa em uma conferência TED, dando uma palestra em Vancouver, Canadá, sobre seu projeto fotográfico Românticos desesperados. Ela deu sua segunda palestra no TED em 2017.
Uldus também falou na conferência Conference CDI, no México, como finalista do Prêmio Cidadão Superdotado.
Em outubro de 2014, Uldus foi eleita uma das mulheres mais fortes do ano, segundo a BBC, e participou dos debates da BBC e do programa de TV 100 mulheres, onde seus trabalhos foram publicados no canal BBC.
Uldus também foi premiada em maio de 2015 no TOP-50 Pessoas Nobres de São Petersburgo por Sobaka.ru como artista. Em 2021 Uldus foi premiado como diretor de cinema.
A fotografia de Uldus foi publicada na Vogue Itália, na Aesthetica Magazine, na C-41 Magazine e em muitas outras editoras internacionais. As obras de Uldus foram amplamente exibidas na Rússia, Inglaterra, Singapura, em Berlim (Alemanha), em Hong Kong (China), e em Milão.
Uldus é autora e fotógrafa da série de fotos do pôster do filme "Ele é um dragão" (original "Он-дракон").
Na temporada 2019/2020, Uldus fez sua estreia na Royal Opera House como figurinista, maquiadora e supervisora de estilo de Aisha e Abhaya, uma coprodução entre The Royal Ballet e Rambert.
Em 2020, ela concluiu seu trabalho como diretora de cinema, roteirista, figurinista e produtora de seu longa-metragem de estreia, Tzarevna Scaling (original "Дочь рыбака").
A estreia do filme aconteceu no Zerkalo International Film Festival sob o nome de Andrei Tarkovsky.
Em 2021, o longa-metragem de estreia de Uldus, Escala Tzarevna (original "Дочь рыбака"), foi selecionado para a Berlinale na seção Berlinale Forum.

## Exposições
- 2011 - Melhor da Rússia, premiada na categoria "Estilo", exposição coletiva, Vinzavod, Moscou, Rússia;[12]
- 2013 - Self Universe, Gaze Gallery, Berlim, Alemanha;[13]
- 2013 - Desperate Romantics, Anna Nova Gallery, São Petersburgo, Rússia;[14]
- 2015 - Misteriosa alma russa, parte da Vogue Italia + Leica Exhibitions;
- 2015 - Galeria Russ Land Anna Nova, São Petersburgo, Rússia;[15]
- 2017 - The Artist Knight, exposição coletiva, Kasteel van gaasbeek, Bruxelas, Bélgica;[16]
- 2017 - Vida conjurada, Galeria Anna Nova, São Petersburgo, Rússia;[17]
- 2017 - Circus 17, Galeria Anna Nova, São Petersburgo, Rússia;[18]
- 2017 - The Artist Knight, exposição coletiva com Marina Abramović, Jan Fabre, Damien Hirst no Castelo de Gaasbeek;
- 2017 - Exposição de exibição de filmes, Museu de Arte Multimídia, Moscou, Rússia;
- 2019 - Miss Future, a exposição na galeria Seen, Bruxelas, Bélgica;
- Русская Сказка. От Васнецова До Сих Пор, a exposição na Galeria Tretyakov, Moscou